# ماركينيوس (لاعب كرة قدم)
ماركينيوس (بالبرتغالية: Marcos Antônio da Silva Gonçalves‏) هو لاعب كرة قدم برازيلي في مركز الهجوم، ولد في 17 أكتوبر 1989 في برادو في البرازيل. لعب مع نادي إنترناسيونال ونادي بالميراس ونادي فلامنغو ونادي فيتوريا ونادي كروزيرو.

## وصلات خارجية
- ماركينيوس (لاعب كرة قدم) على موقع قاعدة بيانات كرة القدم.إي يو (الإنجليزية)
- ماركينيوس (لاعب كرة قدم) على موقع Soccerway.com (الإنجليزية)
- ماركينيوس (لاعب كرة قدم) على موقع عالم كرة القدم.نت (الإنجليزية)
- ماركينيوس (لاعب كرة قدم) على موقع AS.com (الإسبانية)